# Список персонажей серии фильмов «Крик»
Ниже представлен список персонажей, появившихся в серии фильмов ужасов «Крик», созданной режиссёром Уэсом Крэйвеном и сценаристом Кевином Уильямсоном.

## Главные персонажи
- Сидни Прескотт (Нив Кемпбелл) — главная героиня серии, основная жертва атак маньяка сначала в родном городе Вудсборо.
- Гейл Уэзерс-Райли (Кортни Кокс) — репортёр, считающая, что Сидни обвинила в убийстве своей матери не того. Всегда добивается своего и в то же время искренняя и добрая молодая женщина. Замужем за Дьюи. Проживает в Вудсборо.
- Дуайт «Дьюи» Райли (Дэвид Аркетт) — лучший друг Сидни, женат на Гейл. Работает помощником шерифа, затем охранником и консультантом на съёмках фильма «Удар ножом», далее становится шерифом Вудсборо.

## «Крик»
- Татум Райли — лучшая подруга Сидни, сестра Дьюи. Встречалась со Стью. Её сыграла актриса Роуз МакГоун.
- Билли Лумис — друг Сидни, в течение года бывший её парнем. Молчаливый и замкнутый подросток в семье разошедшихся родителей. Его роль сыграл актёр Скит Ульрих.
- Стюарт «Стью» Мейкер — одноклассник Сидни Прескотт, весёлый и общительный парень. Является парнем Татум, лучшей подруги Сидни. Встречался ранее с Кейси Бейкер, первой жертвой маньяка, из-за чего он сразу попал под подозрение (впрочем, не совсем серьёзное) со стороны Рэнди. Стьюи сыграл Мэттью Лиллард.
- Ренди Микс — друг Сидни, тайно влюблённый в неё. Работает в видео-прокате, недолюбливает Билли. Знает всё о фильмах и ужастиках в частности. Исполнитель роли — Джейми Кеннеди.
- Кеннет Джонс — оператор Гейл Уэзерс. Актёр — Уильям Эрл Браун.
- Кейси Бейкер — вторая жертва маньяка. Ранее встречалась с Стью. Эпизодическая роль в прологе фильма была исполнена актрисой Дрю Бэрримор.
- Стивен Орт — первая жертва, друг Кейси Бейкер. Роль исполняет Кевин Патрик Уоллс.
- Шериф Бёрк — шериф полиции города Вудсборо. Актёр — Джозеф Уипп.
- Морин Робертс-Прескотт — мать Сидни. Актриса — Линн Макри.
- Нил Прескотт — отец Сидни. Актёр — Лоуренс Хехт.
- Коттон Уири — несправедливо осуждённый за убийство Морин Прескотт, любовник матери Сидни. Роль исполнена актёром Левом Шрайбером.

## «Крик 2»
- Фил Стивенс — первая жертва убийцы во время событий в Виндзорском колледже. Роль исполняет Омар Эппс.
- Морин Эванс — вторая жертва маньяка, подруга Фила, погибает на премьере фильма «Удар ножом», основанного на событиях первого фильма. Роль исполняет Джада Пинкетт Смит.
- Кейси «Си-Си» Купер — студентка Виндзорского колледжа, одногруппница Ренди по классу теории кино. Роль исполняет Сара Мишель Геллар.
- Хейли — лучшая подруга Сидни. Актриса — Элиз Нил.
- Дерек — парень Сидни, Актёр — Джерри О'Коннелл.
- Микки — друг Сидни по колледжу, Роль Мики исполняет Тимоти Олифант.
- Джоэль — новый оператор Гейл. Его играет актёр Дуэйн Мартин.
- Тори Спеллинг — камео, играет роль Сидни в фильме «Удар ножом».
- Люк Уилсон — камео, играет роль Билли в фильме «Удар ножом».
- Дебби Солт — мать Билли. Ни Сидни, ни Гейл не узнают её, так как та похудела на 75 кг. Роль исполняет Лори Меткальф.

## «Крик 3»
- Кристина Гамильтон — подруга Коттона Уири. Роль исполняет Келли Розерфорд.
- Марта Микс — сестра Ренди. Она появляется на съёмочной площадке «Удара ножом 3», чтобы передать кассету с записью, сделанной в Виндзорском колледже. Её роль исполняет Хизер Матараццо.
- Сара Дарлинг — актриса фильма «Удар ножом 3». Роль исполняет Дженни МакКарти.
- Стивен Стоун — телохранитель Дженнифер, недолюбливающий Дьюи. Актёр — Патрик Уорбертон.
- Том Принц — исполнитель роли Дьюи в фильме «Удар ножом 3». Роль исполняет актёр Мэтт Кислар.
- Анджелина Тайлер — исполнительница роли Сидни в фильме «Удар ножом 3». Роль исполняет Эмили Мортимер.
- Тайсон Фокс — актёр фильма «Удар ножом 3». Актёр — Деон Ричмонд.
- Дженнифер Джоли — исполнительница роли Гейл в фильме «Удар ножом 3». Её сыграла Паркер Поузи.

## «Крик 4»
- Джилл Робертс — бывшая подруга Тревора, кузина Сидни Прескотт и дочь Кейт Робертс. Её сыграла Эмма Робертс. На роль Джилл рассматривалась Эшли Грин, но её кандидатура была отклонена.
- Чарли Уокер — друг Робби Мерсера, фанат фильмов ужасов, в частности серии фильмов «Удар ножом». Он организует крупный просмотр фильмов «Удара ножом». Влюблен в Кирби. Его сыграл Рори Калкин.
- Кирби Рид — подруга Джилл Робертс и Оливии Моррис, фанат ужастиков. Является предметом воздыхания Чарли. Её сыграла Хейден Панеттьер.
- Тревор Шелдон — экс-бойфренд Джилл Робертс. Жертвы убийцы принимают звонки с его номера, что делает его подозреваемым. Роль исполняет Нико Торторелла.
- Робби Мерсер — друг Чарли Уокера и фанат фильмов ужасов, работает в клубе любителей кино вместе с Чарли, с которым устраивают «Ударофон». Актёр — Эрик Кнудсен.
- Оливия Моррис — подруга Джилл Робертс и Кирби Рид. Она была убита в собственном доме, прежде чем её нашли Сидни и Джилл. Её сыграла Мариэль Джаффе.
- Детективы Энтони Перкинс и Росс Хосс — работали в полиции Вудсборо, которые были назначены охранниками Джилл Робертс и Сидни Прескотт. Во время патрулирования дома Джилл, они подверглись нападениям убийцы и были убиты: Хосс был убит ножом в спину, а Перкинс в голову. Их сыграли Энтони Андерсон (Перкинс) и Адам Броди (Хосс).
- Детектив Джуди Хикс — заместитель шерифа Вудсборо Дьюи Райли и бывшая одноклассница Сидни Прескотт. Она боготворит Дьюи, но не любит его жену Гейл Райли. Она спасает Гейл от расстрела Джилл, но сама получила пулю в грудь, но Джуди носила на себе бронежилет и поэтому выжила. Её сыграла Марли Шертон. Лейк Белл получила роль Джуди, но выпала из фильма только за четыре дня до съемок из-за напряжённого графика.
- Кейт Робертс — мама Джилл Робертс, тетя Сидни Прескотт и сестра Морин Прескотт. После того как на неё и Сидни напал убийца, Кейт, прислонившись к двери, была убита ножом через почтовый слот. Её сыграла Мэри Макдоннел.
- Ребекка Уолтерс — помощник Сидни и публицист, который помогала организовать финал своего промотура в Вудсборо. Она была уволена Сидни после того, когда она предложила заработать на этих убийствах. Возвращаясь к своей машине она была забита до смерти убийцей и выброшена из верхней части гаража на грузовик перед толпой репортеров. Её сыграла Элисон Бри.